# Der Tod und das Mädchen

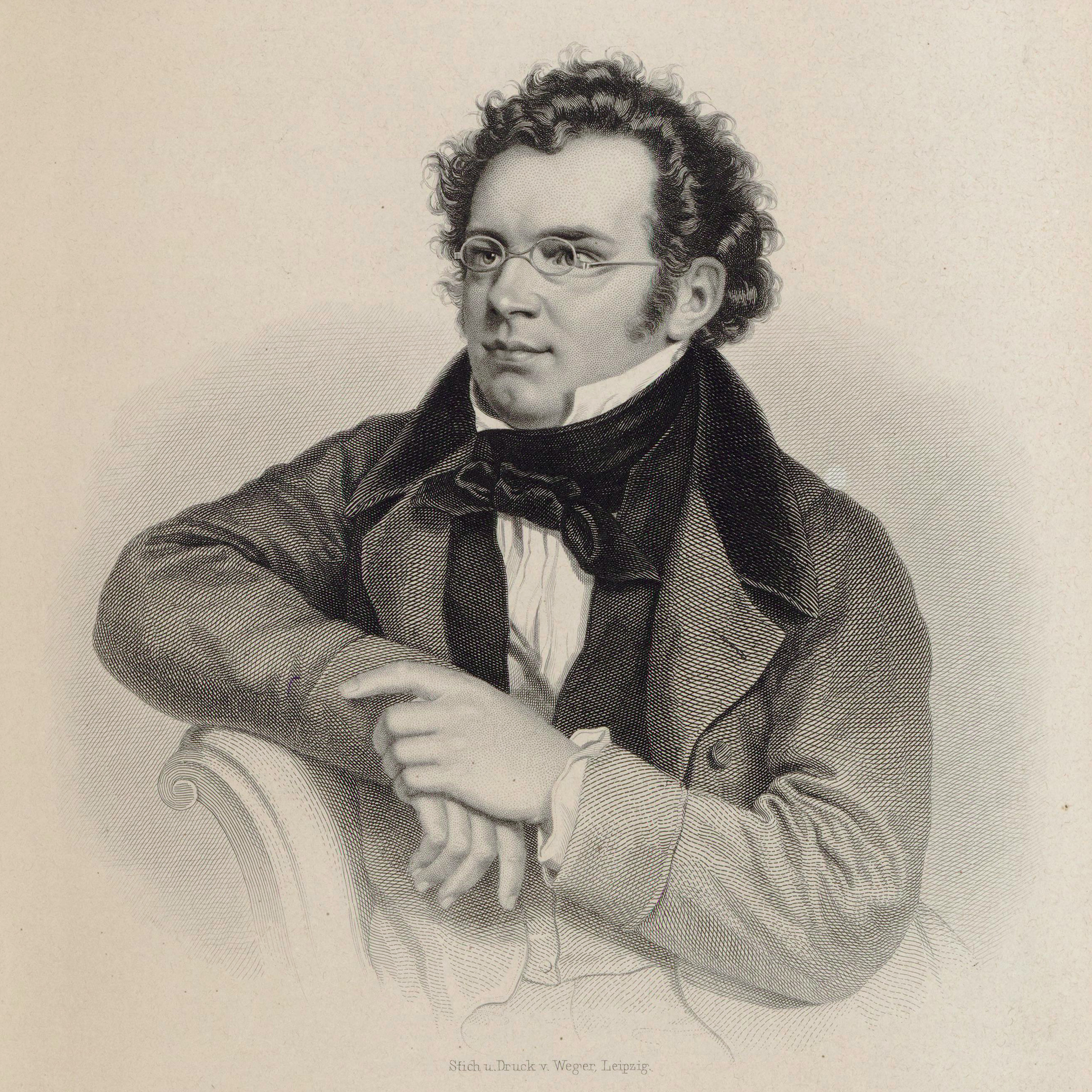
Franz Schubert, compositor d'A Morte e a Donzela.

Der Tod und das Mädchen (Fevereiro 1817, publicada em Viena em Novembro de  1821 como Op 7 No 3), A Morte e a Donzela, em português, é uma lied composta por Franz Schubert. O texto deriva de um poema do poeta alemão Matthias Claudius. A música foi composta para voz e piano.

## Letra
| Original em Alemão | Tradução para o Português |
| --- | --- |
| Das Mädchen: Vorüber! Ach, vorüber! Geh, wilder Knochenmann! Ich bin noch jung! Geh, lieber, Und rühre mich nicht an. Der Tod: Gib deine Hand, du schön und zart Gebild! Bin Freund, und komme nicht, zu strafen. Sei gutes Muts! ich bin nicht wild, Sollst sanft in meinen Armen schlafen! | A Donzela: Vá embora! Ah, vá embora! Vá, feroz homem de ossos! Eu ainda sou jovem! Vá, de preferência, E não me toque. A Morte: Dê-me sua mão, bela e delicada forma! Sou amigo, e não venho para punir. Tenha bom ânimo! Eu não sou feroz, Tranquilamente você dormirá em meus braços! |